# Hájek (Boemia meridionale)
Hájek è un comune della Repubblica Ceca facente parte del distretto di Strakonice, in Boemia Meridionale.